# Деан-Фунес
Деан-Фунес (исп. Deán Funes) — город и муниципалитет в департаменте Исчилин провинции Кордова (Аргентина), административный центр департамента. Название города означает «настоятель Фунес», он назван в честь одного из основателей независимой Аргентины Грегорио Фунеса.

## История
Населённый пункт Деан-Фунес в составе департамента Тулумба был основан в 1875 году, когда здесь была построена железнодорожная станция. В 1914 году решением правительства провинции был создан муниципалитет, который был при этом передан в состав департамента Исчилин и стал его административным центром. В 1929 году Деан-Фунес получил статус города.